# André Carbonnelle
André Carbonnelle (Doornik, 3 januari 1923 - Ukkel, 30 november 2015) was een Belgisch hockeyer.

## Levensloop
Carbonnelle begon met hockey toen hij in Antwerpen ging studeren. Hij sloot aan bij Antwerp HC. Toen hij in 1947 in Brussel ging verder studeren stapte hij over naar La Rasante.
Daarnaast maakte hij deel uit van het Belgisch hockeyteam. Met de nationale ploeg nam hij onder meer deel aan de Olympische Zomerspelen van 1956 en 1960. In 1948 was hij reservespeler. Ook maakte hij deel uit van de nationale equipe die in 1959 werd bekroond met de 'Nationale trofee voor sportverdienste'.
Zijn broer Eddy was eveneens actief in het hockey.